# 海藻

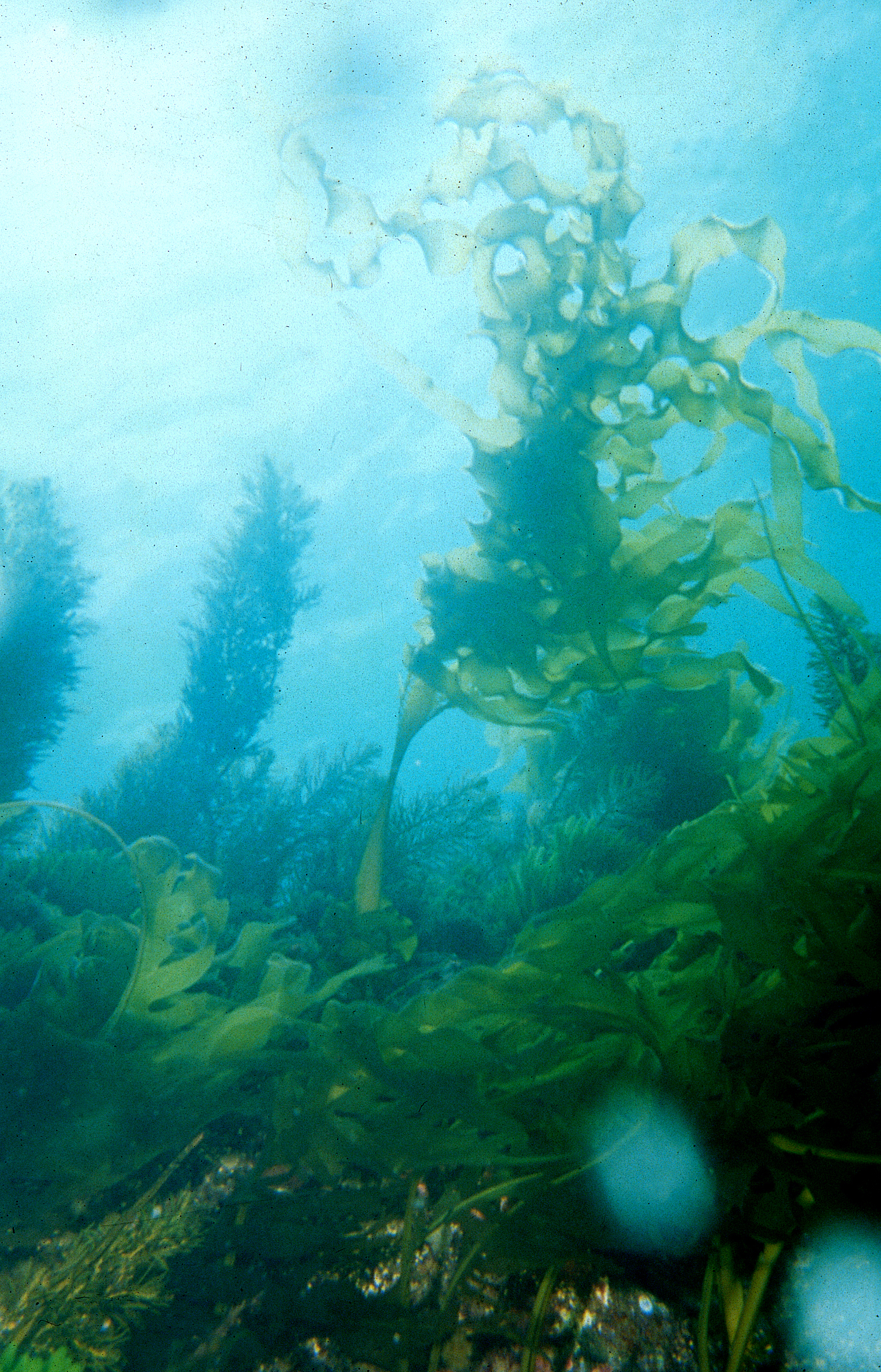
海中のワカメ

海藻（かいそう、英: Seaweed）は、藻類のうち容易に肉眼で判別できる海産種群の総称。

## 概説

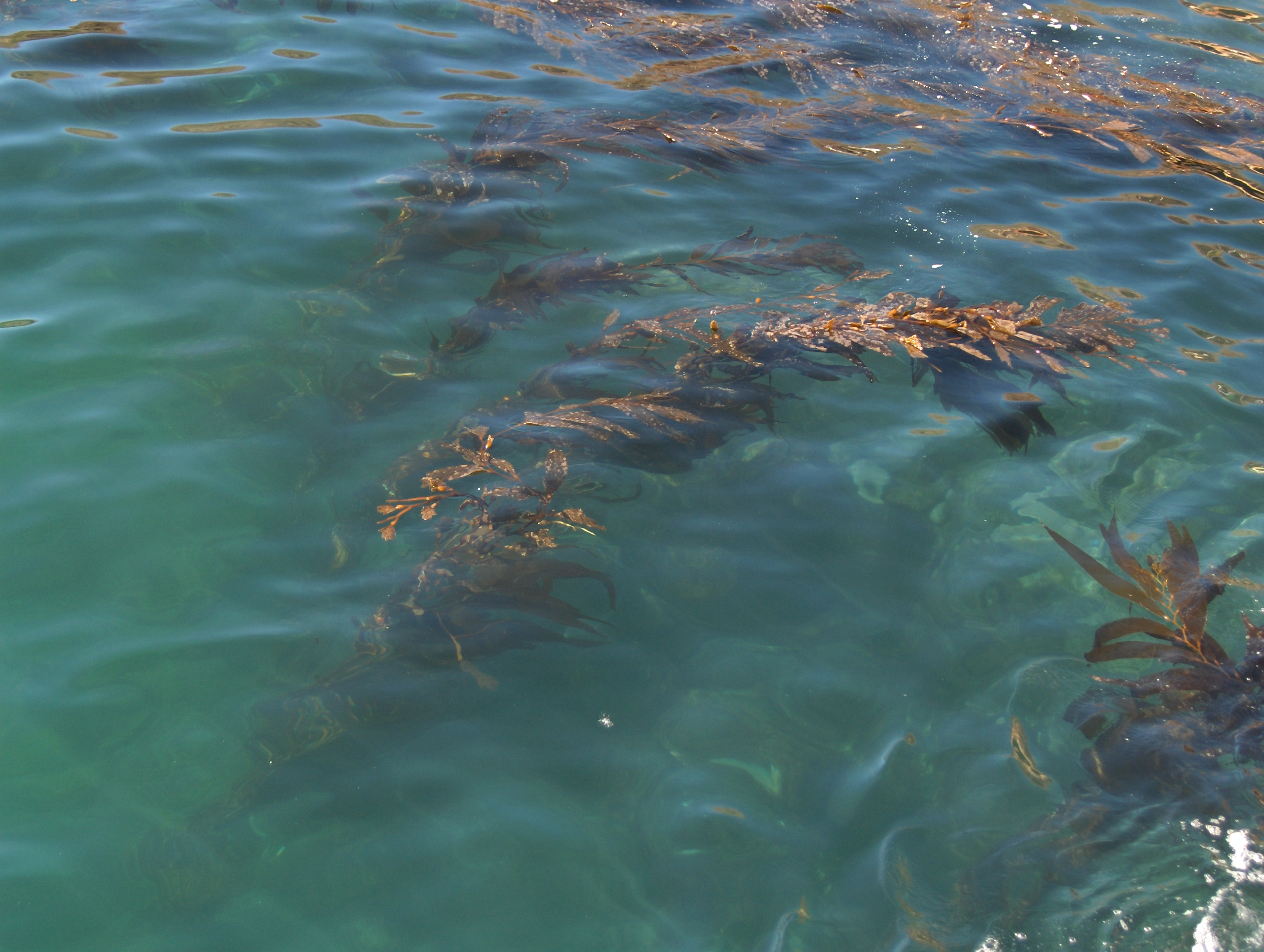
海上から見たケルプの森

藻類には海産のものと淡水産のものがあり、このうち海藻は海産種群を指す。ただし、いわゆる微細藻類は含めず、肉眼的な大きさのものを指すことが多い。
これとは別にアマモのように海産植物ではあるが陸上植物と同様に根・茎・葉を有し、花を咲かせる種子植物もある。これらには「海草」の字が当てられ、海藻とは区別される。海水域に生息する種子植物はアマモ類などの非常に限られた種類だけであり、その生息環境も沿岸部での限定的なものである。多くの海草が砂泥底に生育するのも海藻とは大きく異なる。
海藻は系統学的には異質な複数の分類群から成り立つ。これを反映して形態をはじめ生物学的な性質には大きな多様性が見られる。

## 分類
代表的なものは以下の三つの群である。紅藻と緑藻はアーケプラスチダ（広義の植物）であるが、褐藻はストラメノパイルである。詳細については、各群の項を参照されたい。ここでは海藻として代表的なものを挙げる。
褐藻類：ウミトラノオ、コンブ、ヒジキ、ヒバマタ、ホンダワラ、モズク、ラッパモク、ワカメ
紅藻類：アサクサノリ、テングサ
緑藻類：アオサ、アオノリ、カサノリ、サボテングサ、フサイワヅタ、ミル

## 生態

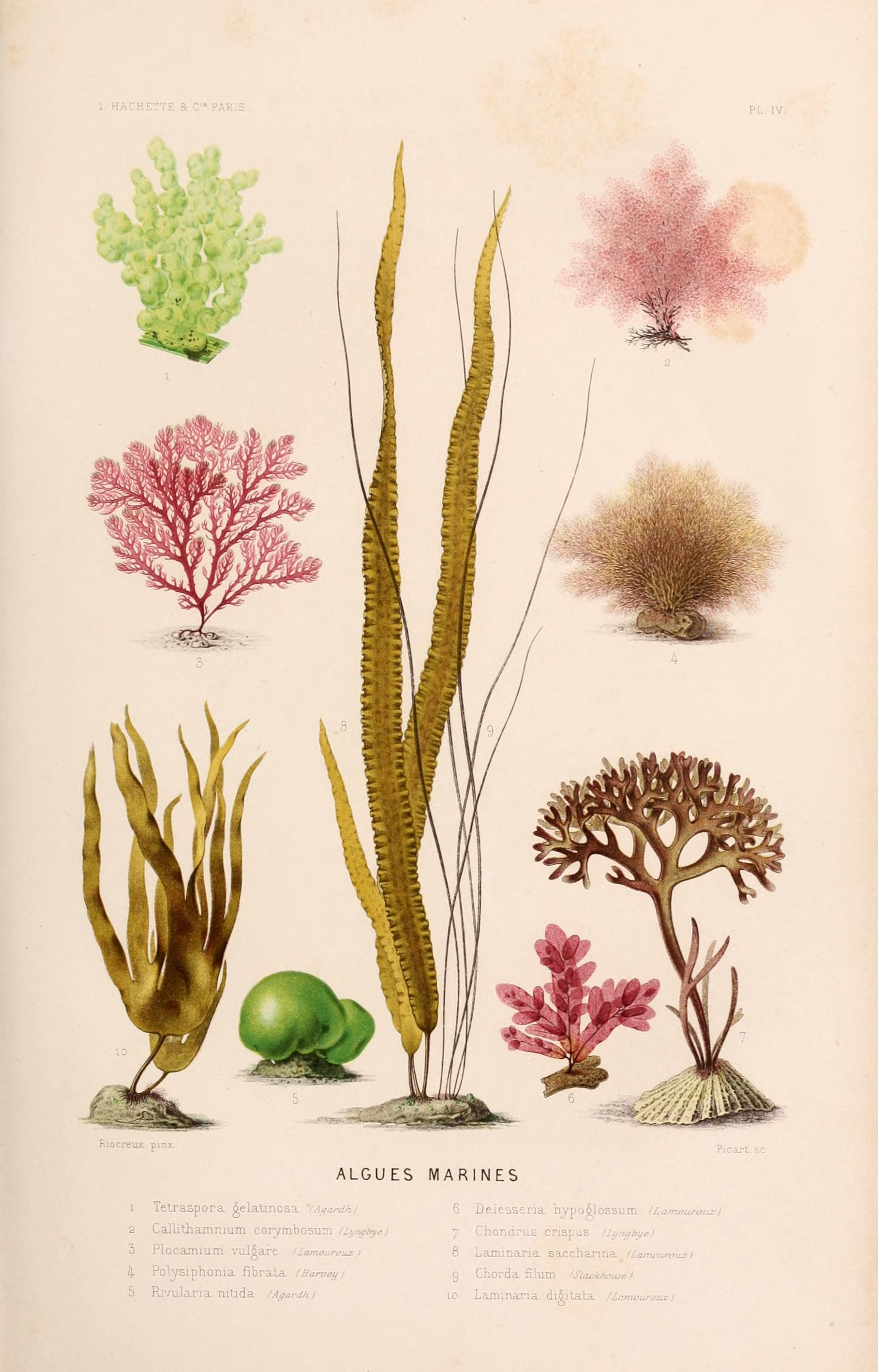
様々な形の海藻

潮間帯から深さ数十mの海底にまで生息する。一般に、緑藻が浅いところに、紅藻が最も深いところまで生息すると言われる（補色適応説）。1mを超えるような大型種は褐藻類に見られる。また、熱帯の海では大型の海藻は少なく、寒い地方に大型の海藻が多い。ほとんどの種が海底に根のような構造で固着しているが、ある時期が来ると根元から離れて海面を漂う種も存在する。そのようなものが固まって流れているのを流れ藻と呼んでいる。また、大部分は岩の上に張り付くように根を張っているので、海藻は圧倒的に岩礁海岸に多い。
温帯では一般に海藻の活動が盛んなのは春から初夏で、それ以降は不活発になってしまう。これは肥料分が制限要因となっており、冬季に微生物の活動等で蓄積された肥料分が使い尽くされるまでが活動のピークとなるからと言われる。
大型藻類の中には、競争相手となる藻類や食害を行う藻食動物に対して、アレロパシー物質を生産・放出しているものがある。
一部の海藻が持つフロロタンニンは、摂食阻害、着生生物の付着抑制、紫外線に対する生体防御などの役割がある。
- 気胞（英語版） - 内部に貯めたガスによって海藻を浮かせて光合成をしやすくするもの。
- 付着器（英語版）(仮根) ‐ 海藻が海底に生やして流されないようにするもの。

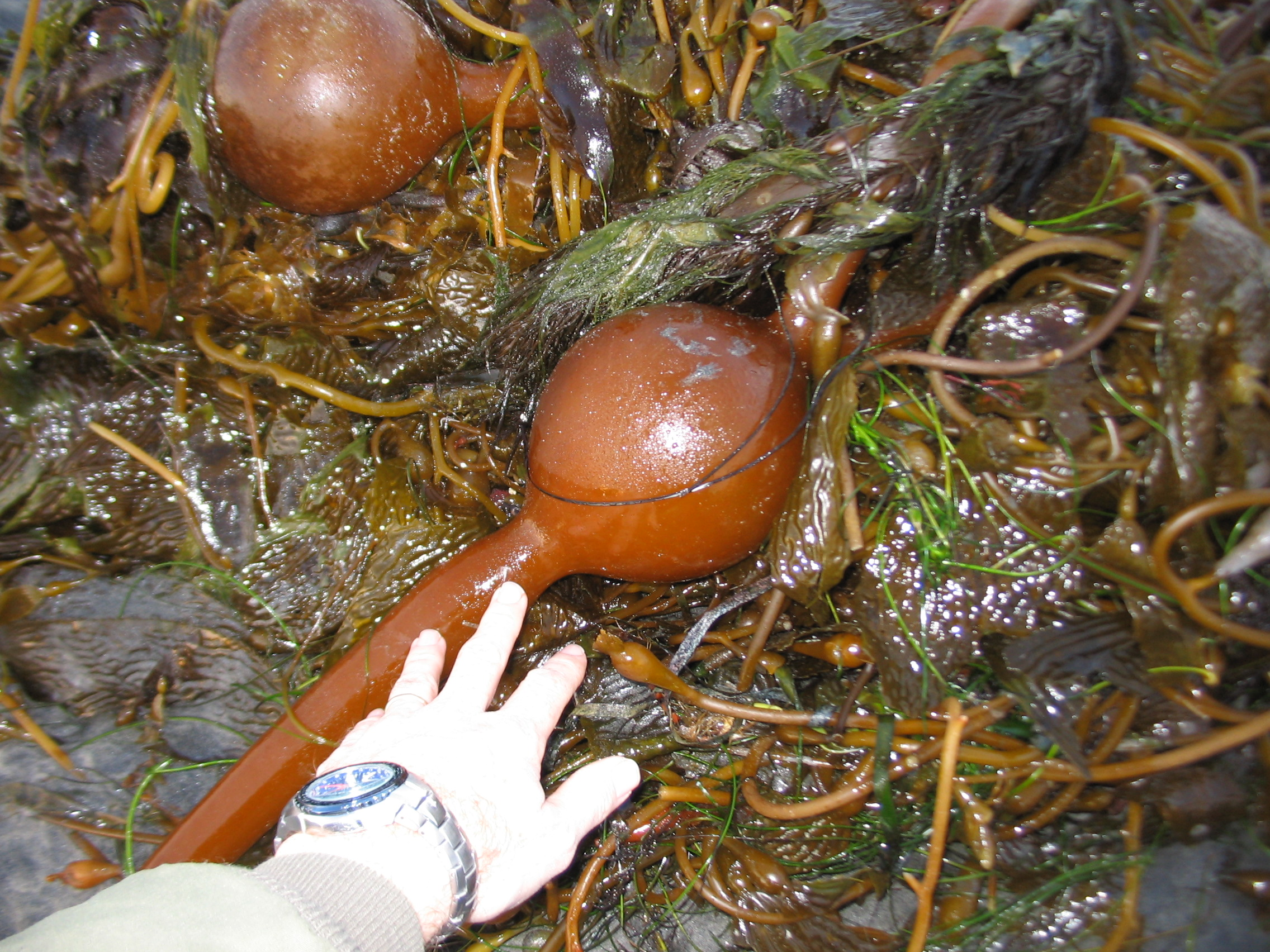
ブルウキモ（英語版）を浮かせる気胞（英語版）
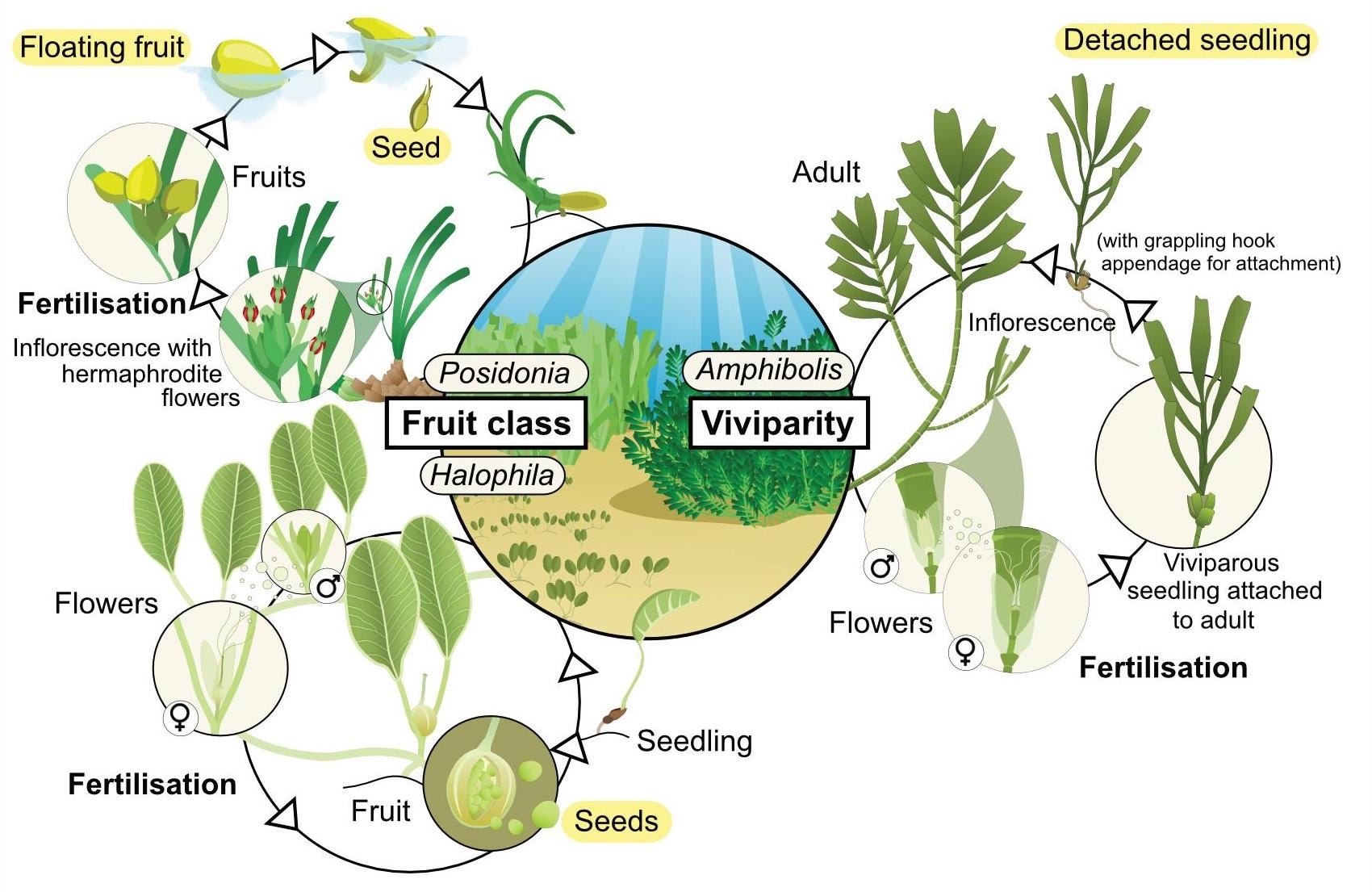
増殖方法。

## 役割

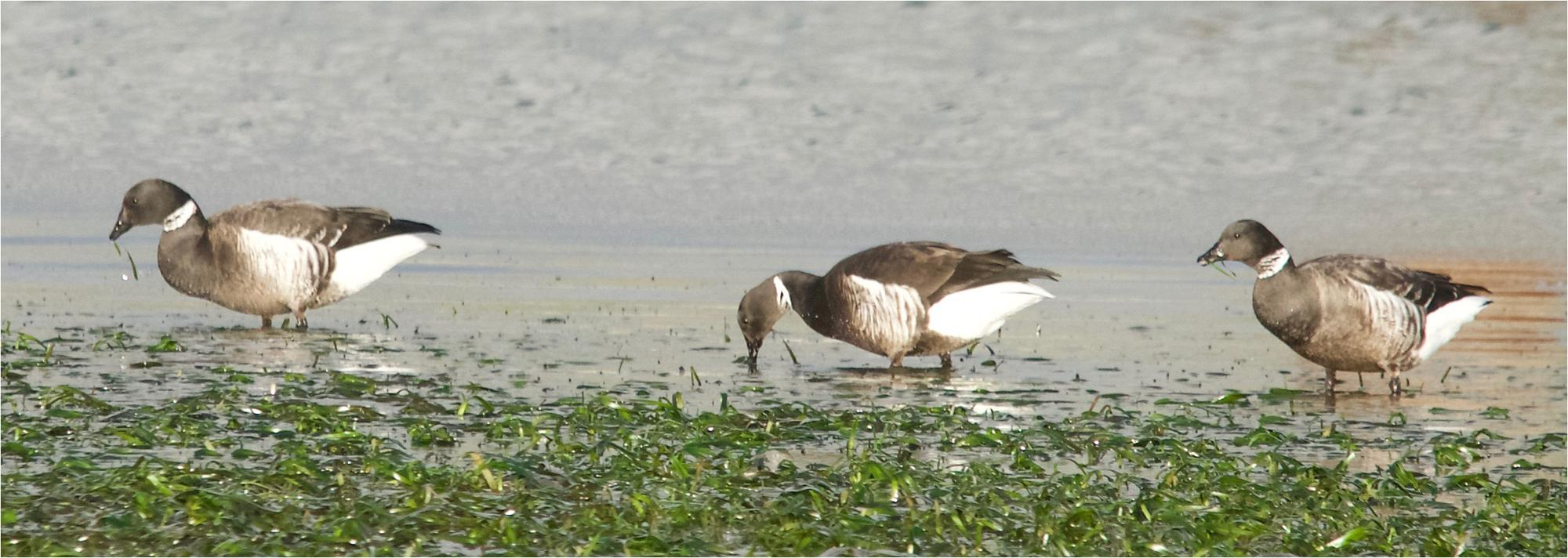
アマモを食べるコクガン

重要な生産者であると同時に、小さな動物の住みかとしても重要な存在である。岩礁海底の海藻の群落は藻場と呼ばれて、多くの魚類の稚魚のよりどころとなっている。
魚や鳥などの藻食動物にとっては食料となる。また、鳥にとっては巣材ともなる。
平成に入って、日本各地でこのような藻場の衰退が聞かれるようになった。このような現象を磯焼けと呼んでおり、沿岸漁業にとっても重要な問題と考えられ、現在その原因や解消法が研究されている。鉄鋼スラグの加工物を沈めて海藻を根付かせるといった対策が実施されている。
また海藻は温暖化ガスの一つである二酸化炭素を吸収する。このため藻場づくりやコンブの養殖は、青い（ブルー）海で二酸化炭素（カーボン）を吸収するという意味で、海草や塩性湿地、マングローブとともに「ブルーカーボン」と呼ばれる（陸上植物による光合成は「グリーンカーボン」）。

## 利用

### 食用

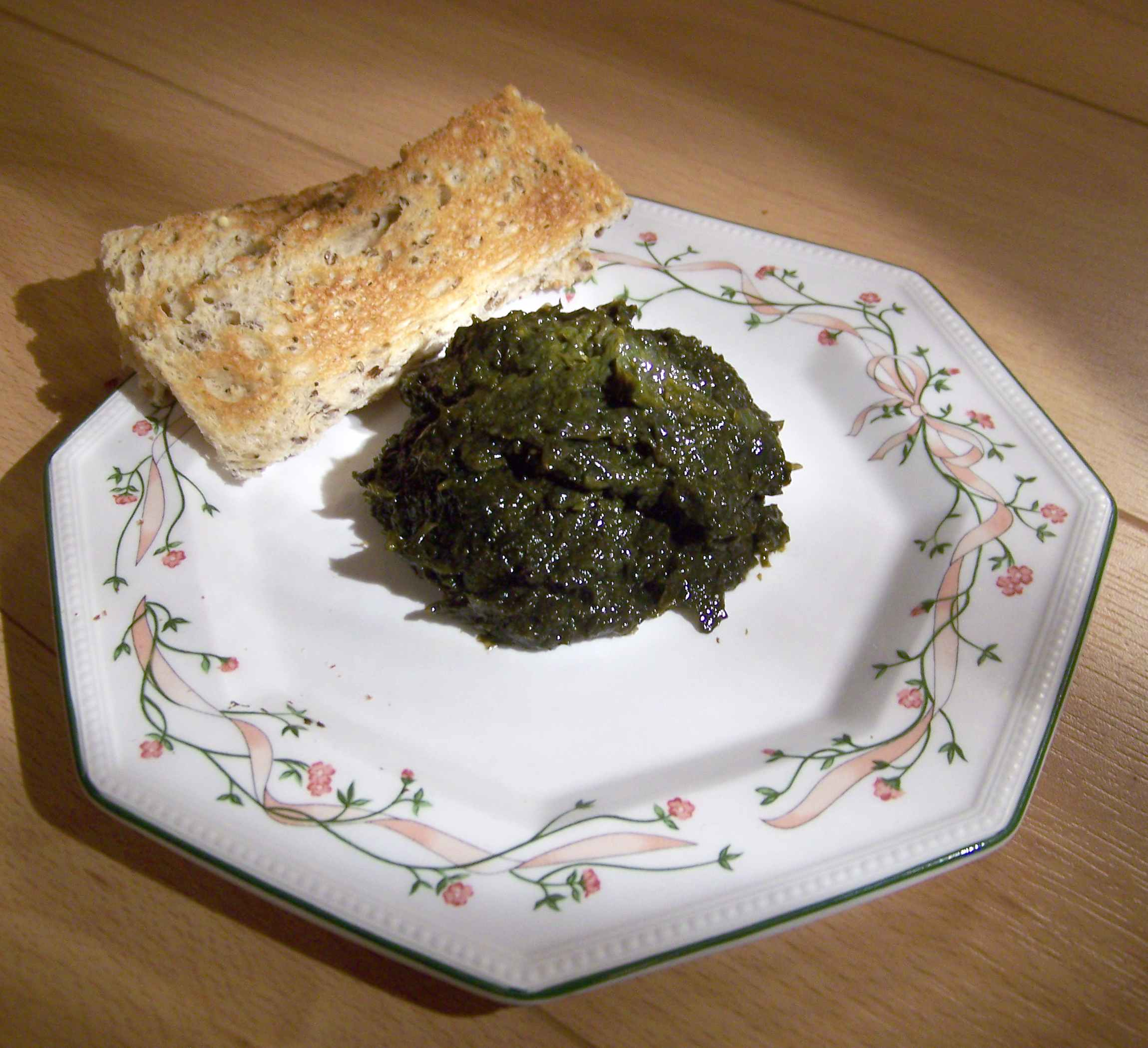
レイヴァーブレッド（パンにディップした西洋ノリPorphyra umbilicalis
）

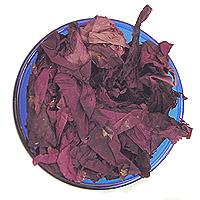
干したダルス

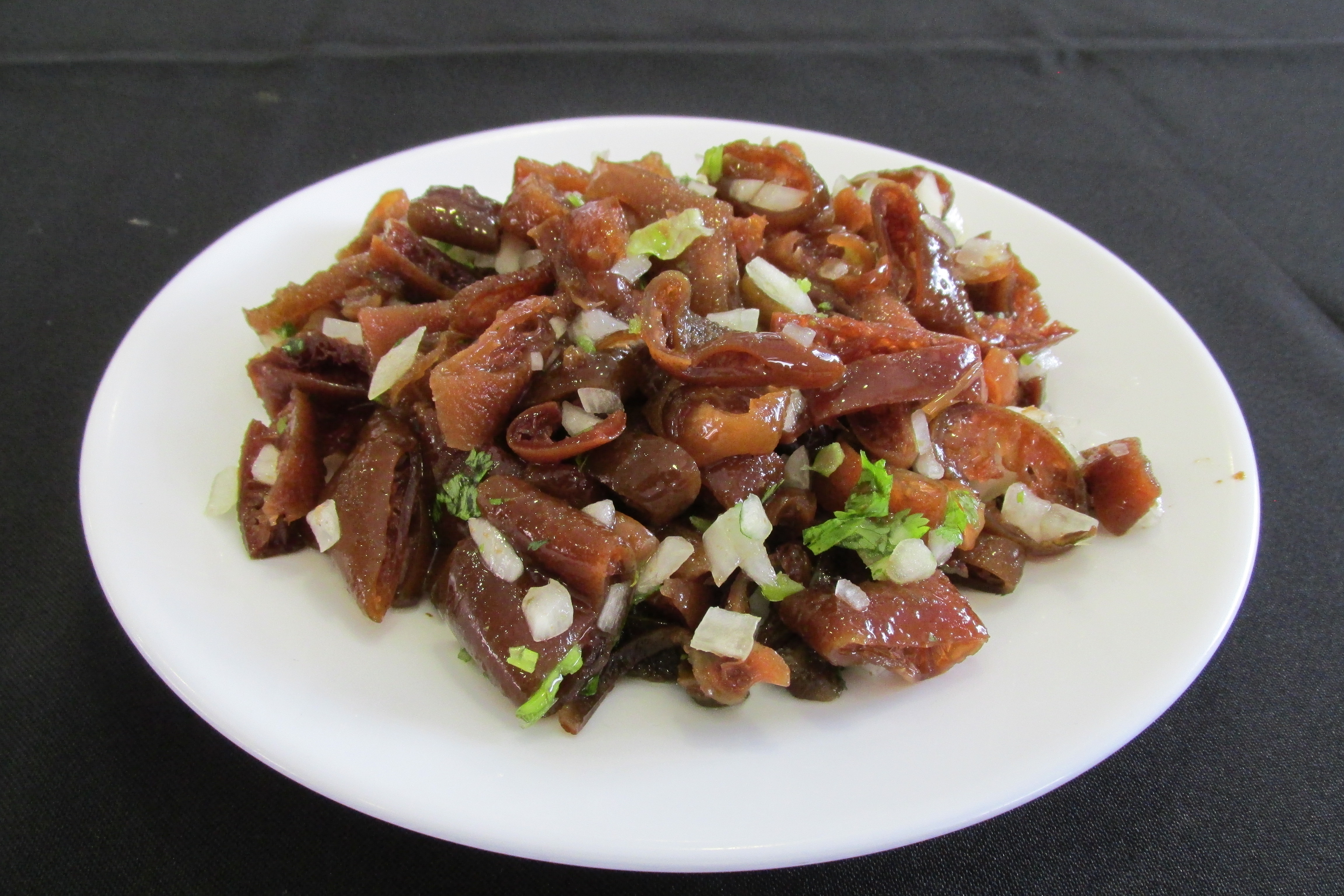
南米のコチャユーヨのサラダ

海藻には水溶性食物繊維が豊富に含まれており、水溶性食物繊維は食後の血糖値の急激な上昇を抑制する。人間に必要な多種の栄養素を含んでいる。
日本では海藻は食材として重要である。だし取りや煮物の素材としてのコンブ、漉いて紙状に乾燥させたり佃煮や汁物の具材に用いる海苔、汁物や煮物の具材としてのワカメ、寒天や心太（ところてん）にして供されるテングサ、主に煮付けとして供されるヒジキ、酢の物として供されるモズク、あるいは褐藻・紅藻・緑藻の種を問わず鮮魚の刺身の盛り合わせのツマとして大根の千切りや大葉などとともに彩りとして用いられるなど、日本料理の体系で中心的な位置を占める。
日本以外では、ケルト系のスコットランドとアイルランドが突出した海藻食文化を持っている。ダルス、イボノリ、ヒバマタ、ツノマタ、トサカモドキ、アオサなど伝統的に多種の海藻を食していた。また、チリ沿岸に生息するダービリア・アンタルティカ（ダービリア、もしくはコチャユーヨ）と呼ばれる海藻は、1万4000年前から汁物の具として食されていた。
ケルト系民族を除く欧米では海藻を食用にする習慣が少ないので、英語では海草と一緒に Seaweed（海の雑草）と呼ばれる。しかし、最近では欧米でもヘルシー志向が高まり、海藻を食材として利用する事例も増えており、Sea Vegetable（海の野菜）と呼ばれることも多い。
フランスの海洋生物学と海洋学の研究・教育機関「ロスコフ生物学研究所（Station Biologique de Roscoff）」の研究チームは、日本人の腸が海草に含まれる多糖類を分解できるのは、分解酵素を作る遺伝子を腸内に住む細菌が海洋性の微生物から取り込んでいるためだとする論文を発表し、2010年4月8日の英科学誌『ネイチャー』（Nature）に掲載された。
- カラフトコンブ（英語版）（シュガーケルプ） ‐ 北海道やノルウェーなどで採取されている昆布の一種。糖分を含み、甘みを持つ。
- シースパゲッティ（ドイツ語版）
- クビレズタ(海ブドウ)
- シーパーム（ドイツ語版）

### 医療
古代ギリシャの『デ・マテリア・メディカ』（1世紀頃）というハーブ等の医療用草木鉱物をまとめた本には、炎症に褐藻を使うように書いてある。中国最古の薬物学書とされる『神農本草経』（西暦 200-250年頃）には、「海藻　味苦寒。主治癭瘤氣，頸下核，破散結氣，癰腫，癥瘕堅氣，腹中上下鳴，下十二水腫。一名落首。生池澤。」と記されている。漢方薬では、大叶海藻(ホンダワラ属の海藻)、小叶海藻（ヒジキ）が海藻からなる。
海兵が海藻を傷に巻いていたことから、1881年にアルギン酸塩（アルギネート）が発見された。それ以降、傷を早く治すための創傷被覆材や食品添加剤として利用するため、海藻からアルギン酸塩が抽出されている。
海藻風呂
アイルランドやスウェーデン、日本では海藻を入れた海藻風呂（シーウィードバス）の伝統がある。日本の千葉県、茨城県、三重県、石川県などではカジメが、太平洋側ではアラメが良く使われる。これらの海藻風呂では抗酸化性が確認された。

### 科学技術分野
- テングサから作られる寒天培地は、基本的な培地として微生物や細胞の培養に用いられる
- バイオエタノールの安価でかつ、他の食料としても使用される原料と競合しにくい安定した供給源としても有望視されている。東京水産振興会などが大規模なバイオエタノール採取用の海藻類養殖を計画している。
- 化石燃料に変わる燃料として研究されている微細藻燃料
- 一部の海藻はヨウ素を体内に蓄積する性質があり、かつて、ヨウ素は海藻の燃焼灰から抽出していた。現在は地下の化石海水からより安価に採取されているが、化石海水に含まれるヨウ素も海藻が起源との説もある。
- 水槽用の濾過装置（en:Algae scrubber）
- カラギーナンの抽出材料として。
- 硝石製造 - 中国の漢代に製造法が確立した[21]。
- ヨウ素（ヨード）製造 - 1811年末にフランス人科学者ベルナール・クールトアが硝石の製造方法からヨードを作る技術を発見し、ヨード製造産業が確立した。

### 肥料

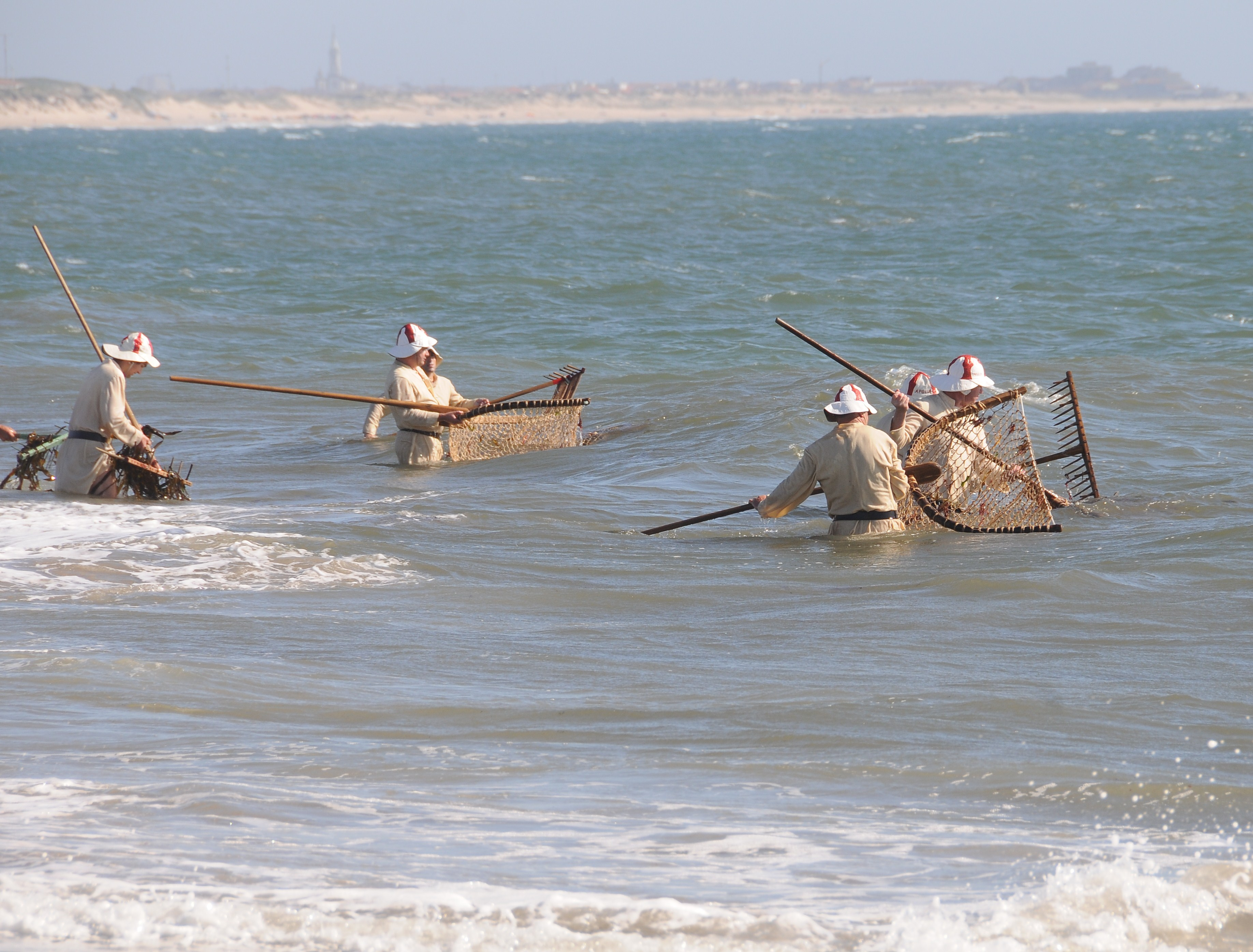
ポルトガルのエシュポゼンデで伝統のMasseira農法の肥料に用いる海藻を収穫している様子。

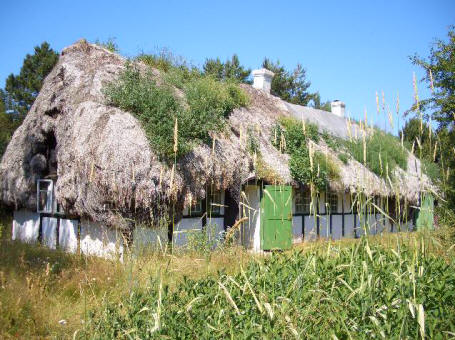
デンマーク沖のレス島では、海藻のアマモを屋根材とする。

海岸付近の耕作地においては、古くから肥料として重用されてきた。海藻を肥料に用いるメリットとして有害な胞子や昆虫類の卵、雑草の種子等が混入しないこと、陸上の動植物起源の肥料よりもカリウムなどのミネラル成分、オーキシンなどの植物ホルモンに富むことが挙げられるため、農地への塩類集積等への懸念は残るものの有用性は高い。
歴史的に見てヨーロッパでは、2世紀に書かれたローマ時代の書物にも海藻の肥料利用が書かれているほか、12世紀には、イギリスやアイルランド、フランス、スペインなどの諸国で肥料への利用のため海藻類の養殖も行われている。現代においても、漂着した海藻を農地にすきこむ手法が地中海沿岸諸国、アフリカ諸国などで行われているほか、アメリカ合衆国などでは海藻から製造した液肥が広く販売されている。日本では、江戸時代に伊豆半島でテングサを肥料に利用が行われていたほか、1950年代には北海道の襟裳岬の周辺で行われた公共事業（治山事業）において使用されている。
主に使われた海藻
カジメ、アラメ、テングサ、ミール (海藻)
- アルギン肥料として、粉末化したものが使われる。
- カリウム肥料として、焼いて灰にした海藻灰が使われる。

### 動物飼料
ノース・ロナルドセー島のヒツジは海藻を食べる。
海藻のカギケノリを使った飼料で、牛のげっぷに含まれるメタンを抑制できるという研究がある。
また水産物養殖などでも飼料とされる。

### 押し葉標本
海藻は押し花のように標本化できる。これを「押し葉標本」もしくは「腊葉（さくよう）標本」という。長期保存が可能であり、海藻学や多様性研究に大きく貢献している。また、新種記載に際してはタイプ標本として不可欠である。
海藻の押し葉標本は、学術研究のみならず、アートとして、あるいは自然教育や地域のPR・活性化の素材としても注目されており、日本国内の各地で作成・公開の取り組みがなされている

。
イギリスでは、植物や動物の標本化は生殖器があることから女人禁制であったが、海藻はお咎めがなくビクトリア時代には盛んに海藻押し葉のコレクション（シーウィード・コレクティング）が行われ、ヴィクトリア女王や女性作家のジョージ・エリオットなども収集していた。

### その他
デンマーク沖のレス島や中国の山東半島沿岸部などでは、海藻のアマモを屋根材とする。